# 興業西路
興業西路（Xingye W. Rd.）為臺灣嘉義市東西向的重要道路之一。東以民生南路為界，銜接興業東路；西以博愛路二段為界，銜接中興路。

## 沿經行政區域
- 西區

## 車道配置
- 全線：雙向各二車道，並各設有一機慢車道（內線禁行機慢車）

## 沿線設施
（由東至西）

### 公車車站
- 嘉義市公車忠孝新民幹線（紅線）
  - 經國新城站（位於興業仁愛路口）
  - 興業西徐州六街路口站（永悅飯店前）

### 其他
- 民生公園 （页面存档备份，存于）
- 康和綜合證劵 （页面存档备份，存于）嘉義分公司（121號1樓）
- 永豐商業銀行嘉義分行（338號、336之1號2樓及3樓之1）
- 日盛證券嘉義分公司（342之1號2樓）
- 永悅商務大飯店 （页面存档备份，存于）（369號）
- 第一商業銀行興嘉分行（425號、427號）
- 興嘉公園 （页面存档备份，存于）
- 家樂福嘉義店（博愛路二段461號）